# Kanton Albertville-Sud
Kanton Albertville-Sud (francouzsky Canton de Albertville-Sud) je francouzský kanton v departementu Savojsko v regionu Rhône-Alpes. Tvoří ho 10 obcí.

## Obce kantonu
- Albertville (jižní část)
- Cevins
- Esserts-Blays
- Gilly-sur-Isère
- Grignon
- La Bâthie
- Monthion
- Rognaix
- Saint-Paul-sur-Isère
- Tours-en-Savoie